# Macedonië op de Olympische Winterspelen 2014
Macedonië was een van de landen die deelnam aan de Olympische Winterspelen 2014 in Sotsji, Rusland.

## Deelnemers en resultaten
(m) = mannen, (v) = vrouwen 

### Alpineskiën
| Olympiër (deelname)   | Onderdeel        | Resultaat | Prestatie                                                          |
| --------------------- | ---------------- | --------- | ------------------------------------------------------------------ |
| Antonio Ristevski (2) | reuzenslalom (m) | DNF-1     | 1e run: niet gefinisht                                             |
| Antonio Ristevski (2) | slalom (m)       | 29e       | Totaal: 1.58,44 (+16,60) run 1: 1.55,38 (56e) run 2: 1.03,06 (28e) |

### Langlaufen
| Olympiër (deelname)   | Onderdeel          | Resultaat | Prestatie                      |
| --------------------- | ------------------ | --------- | ------------------------------ |
| Darko Damjanovski (3) | sprint (m)         | 78e       | kwalificatie: 4.08,56 (+40,21) |
| Darko Damjanovski (3) | 15 km klassiek (m) | 81e       | 48.34,9 (+10.05.2)             |
|                       |                    |           |                                |
| Marija Kolaroska      | 10 km klassiek (v) | 74e       | 44.46,0 (+16.28,2)             |